# 溶融型熱転写印刷

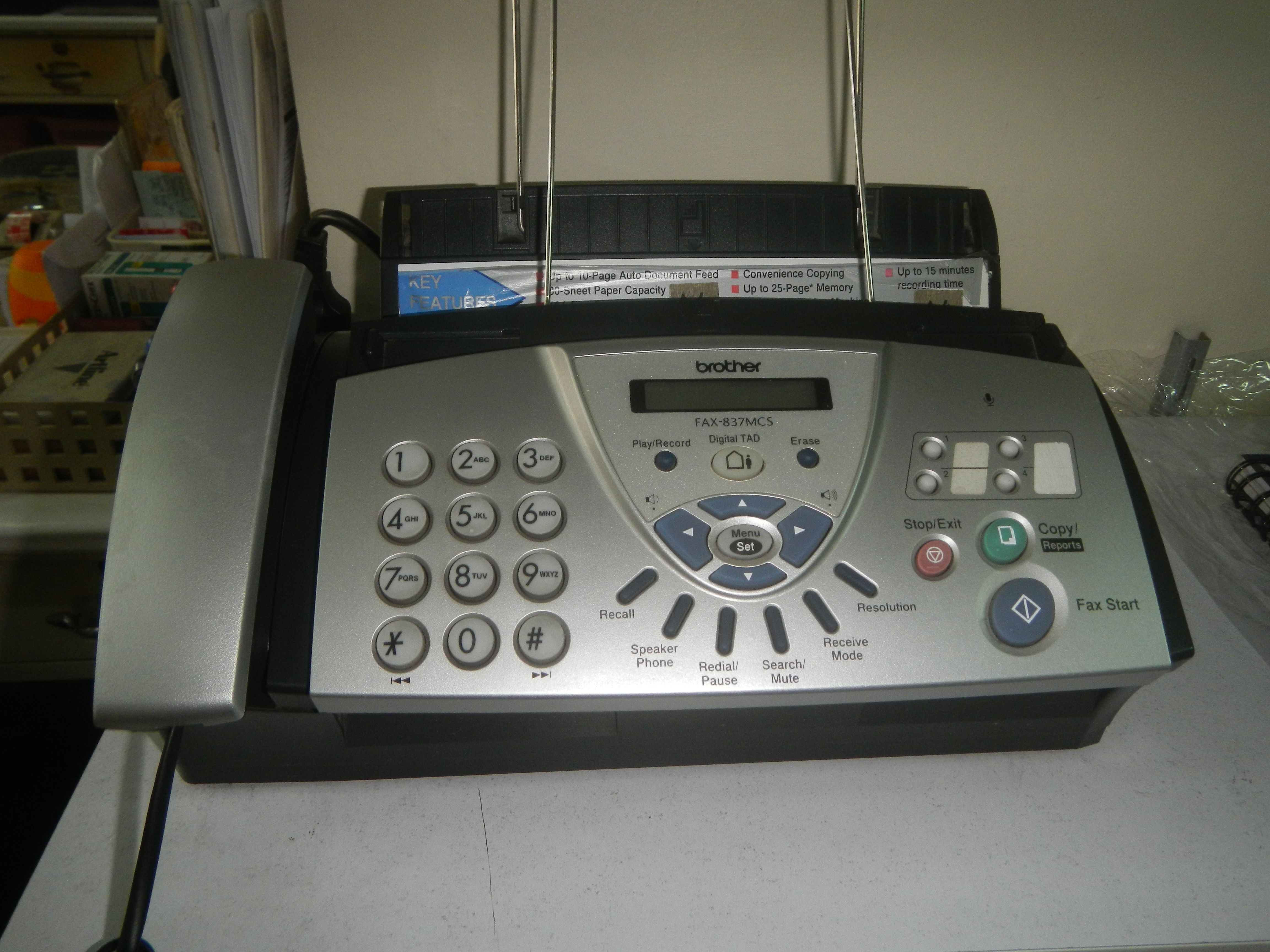
溶融型熱転写印刷は、FAXのプリンターとして使われる印刷方式である

溶融型熱転写印刷 (ようゆうがたねつてんしゃいんさつ、Thermal-transfer printing) とは、熱溶性顔料インクが塗布されたリボン（インクリボン）に熱したプリントヘッド（サーマルプリントヘッド）を当てることでインクを紙などの媒体に飛ばし、図像を転写する印刷方式である。
溶融型熱転写印刷方式を用いたプリンターを「溶融型熱転写プリンター」（熱溶融型プリンター）と言う。

## 概要
熱溶性顔料インクが塗布されたリボン（インクリボン）と紙を、サーマルプリントヘッドとローラー（プラテンローラー）の間に挟み込み、密着させる。サーマルプリントヘッドに電流を流すとその部分だけジュール熱が発生し、インクが溶融して紙に転写される。インクが冷えると再固化され、紙にインクが恒久的に定着する。
サーマルプリントヘッドを用いる感熱記録方式の一種であるが、熱転写方式は「インクリボンを使う」という点で、インクリボンを使わない直接感熱記録方式（ダイレクトサーマル）と区別される。
同じくインクリボンを使うサーマルプリンターである昇華型熱転写プリンターと比較した場合、昇華型がヒーターの温度を変化させることで昇華させるインクの濃度を自在に調整できるのに対して、溶融型は原理上ドット毎のインク濃度が変えられないため、ドットサイズや密度を変えることで濃淡を表現する。そのため表現力に劣り、特に写真印刷には不向きである。一方、昇華型は原理上「にじみ」が避けられないのに対して、溶融型は顔料インクを使うために「にじみ」が少なく、鮮明な印字が可能である。
インクリボンを用いない直接感熱式プリンター（ダイレクトサーマルプリンター）と比較した場合、感熱紙ではなく普通紙に印刷する分、印刷物の耐久性が高く、特に熱や紫外線に対する耐久性が高いという利点がある。また顔料インクを用いるため、耐水性などにも優れるという利点がある。その一方で、複数のインクリボンを用いるカラー印刷では、色ごとに印刷するために紙がプリンターを出たり入ったりを繰り返す必要があることから、色数が増える分だけ印刷に時間がかかり、色ズレも発生しやすくなるという欠点もある。
これらの特徴から、業務用の単色印刷、特に賞味期限やロット番号の印字、バーコードラベル印刷に使われることが多い。
家庭用としては、家庭用ファックスで主に使われる。かつては直接感熱式のファックスも多かったが、直接感熱式を採用した最後のファックスであった「おたっくすKX-PW211DL」が2019年で販売を終了したため、ファックスの印刷方式は熱溶融式のみとなった。

## 歴史
1970年代後期より、日本のスーパーマーケット市場の成長に伴ってPOSシステムが導入されたことにより、商品に張り付ける「ラベル」に価格だけでなくバーコードも印刷された「バーコードラベル」の発行が急務となったが、当時一般的に用いられていたダイレクトサーマルプリンターでは熱や光によって数日で印字が薄くなるという欠点があった。それを克服するため、日本のラベリングマシン大手のサトーが開発した。
1981年にサトーが発売した「SATO M-2311」が世界初の熱溶融型プリンターである。同時に、プリンタ用のラベルもSATOによって製造されたことにより、SATOのラベリングマシンを用いて高品質なバーコードラベルを発行して商品に張り付けることが可能となった。
当時のSATOはインクの製造技術を持たなかったため、インクリボンはインパクトプリンター用リボンのメーカーである富士化学紙工（現・フジコピアン）から供給を受けた。そのため、フジコピアンの社史では熱転写印字記録媒体に始まるノンインパクトプリンター用のインクリボンはフジコピアンが1980年に発明したことになっている。SATOはその後溶融型プリンター用のインクリボンの自社開発を行い、1980年代には自社生産もされていた時期もあったが、最終的に断念され、SATO純正のインクリボンは凸版印刷やフジコピアンに生産を委託している。
1980年代から1990年代にかけて、印字品質の向上や、用途の拡大が行われた。SATOの歴史によると、アパレル、物流、製造、ヘルスケアといった各業界の用途に合わせた各種プリンタとラベルを提供しながら市場を広げていったとのこと。
1980年代から1990年代にかけては家庭用プリンターとしても広く一般に普及した。当時普及していた他の家庭用プリンターと比較して、ドットインパクトプリンターのようにうるさくなく、放電破壊プリンターのような異臭が発生せず、感熱紙が必要な直接感熱記録式プリンターと違って普通紙に印刷できるという利点があった。特に単色の文書印刷だけの用途なら黒のインクリボンを用意するだけで済むため、家庭用ファックスやワープロ機に搭載できるほどに安価で軽量・コンパクトにできた。しかし、フルカラー印刷では色ずれしやすい、各色ごとに印刷するため時間がかかる、などの欠点があり、1990年代に入るとインクジェットプリンターの低価格化に伴い、パソコン用プリンターとしてはインクジェットプリンターが主流となった。1990年代にはアルプス電気が溶融型熱転写印刷方式を用いた家庭用フルカラープリンターの「マイクロドライプリンター」を展開しており、これはインクリボンを交換することで白色や金色の特色印刷が可能であったことから、模型のデカールを印刷するホビーストを中心として一定のファンがいたが、販売不振の為に2000年代に展開を終了した。

## 印刷プロセス
熱転写印刷で用いられるプリンターは、熱転写印刷専用のプリンターで、プリンターに搭載されたサーマルプリントヘッドがインクリボンのワックスを溶かすことによって印刷が行われる。このプロセスにおいて用いられる主要なパーツは、固定式のプリントヘッド（これはインクジェットプリンターのインクジェットヘッドなどと違って縦横への移動ができないため、印刷する紙と同じ幅のプリントヘッドが必要となり、多色印刷を行う場合はCMYKごとに紙を何度も往復させる必要がある）、インクリボン（インクが塗布されたリボン）、用紙（通常は紙であるが、合成繊維、カード、または生地に印刷する場合もある）の3つである。構造としては、プリントヘッドと紙の間にインクリボンが挟み込まれる形となる。印刷解像度はそれほど高くなく、インクリボンの電気的特性とインクの流動性を正しく考慮し、プリントヘッドの熱を正確に反映するようにしないと、高品質の印刷画像を作成することはできない。
現在一般的に利用されているラベルプリンターにおいては、プリントヘッドの解像度は、203dpi、300dpi、600dpiの3種類の物が主に流通している。印刷物はドットごとにそれぞれ個別にアドレスが割り振られており、ドットが電子的にアドレス指定されると、事前に設定された温度まで即座に加熱される（設定温度を変更することも可能である）。加熱されたプリントヘッドの「発熱素子（エレメント）」は、インクリボンの紙に面する側に塗布されたインクを即座に溶かし、プリントヘッドのロック機構によって紙がインクリボンに圧着されていることもあって、インクが紙に即座に転写される。ドットが「オフ」になると、プリントヘッドの発熱素子はすぐに冷却され、リボンのその部分は溶融/印刷を停止する。紙がプリンターから出てきた時点で、インクは完全に乾いていて、すぐに利用することができる。
インクリボンに塗布されたインクはワックス系のインクが一般的だが、レジン系のインクや、ワックスとレジンを混合したワックスレジン系のインクもある。ワックス系のインクは溶融温度が低く、転写性が高いが、耐摩耗性・耐熱性などの耐性は低い。レジン系インクはその逆で、転写性は低いが耐性は高い。印刷する対象によって適したインクが違う。
インクリボンはロール状になっており、これをプリンター内の心棒またはリールホルダーにはめ込んで設置する。「使用済み」となったリボンは「未使用」インクリボンのロールの反対側にある巻き取り用の心棒によって巻き取られて行き、最終的に「使用済み」インクリボンのロールが出来上がる。1回印刷するごとにインクリボンを巻き取り、次々と使用済みのリボンが廃棄されて新しいものと交換される、というのが熱溶融型インクリボンの「使い切り」方式である。使用済みのインクリボンを光に当てると、印刷された画像の正確なネガが表示されるのでセキュリティに問題があり、もし機密文書などを印刷した場合は適切に処理しないといけない。「使い切り」方式の熱転写インクリボンを使用した場合、印字するラベルとインクリボンの正しいマッチングを印刷前に行った場合、100％の濃度の印字物が保証されるというメリットがある。ドットマトリックスインパクトプリンターのインクリボンではインクリボンを何周も使い回すため、印刷するたびにインクが徐々に薄くなってしまうのとは対照的である。

## 派生方式

### フルカラー溶融型熱転写印刷
熱溶融型印刷技術を応用し、複数の色のパネルを搭載したインクリボンを使用することで、フルカラーの画像を作成することも可能である。色ごとに、紙とインクリボンが固定式サーマルプリントヘッドの下を同時に移動することで、インクリボンに塗布されたワックスベースのインクが紙に溶融し、転写される。例えばCMYKの4色ならプリンターに紙を4回往復させる。これを冷却すると、ワックスは紙に永久的に付着し、フルカラーの画像が現れる。
このタイプの熱溶融型プリンターは、印刷するページの内容に関係なく、印刷するごとにページと同じサイズのインクリボンのパネルを使用する。モノクロプリンタでは、印刷するページごとに黒いパネルを1枚使用するだけでよかったが、カラープリンタでは、ページごとに3つ（CMY）または4つ（CMYK）のカラーパネルが必要とされるので、インクがかなり無駄になり、インクリボン代がかなりかかる。サーマルプリントヘッドの温度を調節することで飛ばすインクの量を自在に調節できる昇華型プリンターとは異なり、熱溶融型のプリンターは飛ばすインクの量を調節することができず、色ごとの印刷ドットの強度を変更することができない。要するに、画像を色ごとにディザリングする必要がある。
印刷の品質はそれほど悪いわけでは無いが、2000年代以降のインクジェットプリンターやカラーレーザープリンターと比較できるレベルの品質ではない。そのため現在、フルカラー溶融型熱転写プリンターが一般的なページプリンターとして使用されることはめったにないが、その防水性と速度により、主に工業用のラベル印刷に使用されている。この方式のプリンタは、可動部品の数が少ないため、信頼性が高いとも考えられている。ただし、ワックス系インクは摩擦に弱いので、ワックス系インクを使用したカラー溶融型熱転写プリンターによる印刷物は削れたり、擦り切れたり、かすれたりしやすい。そのため、ポリプロピレンやポリエステルなどに印刷する際に、ワックスとレジンの混合物や、フルレジンの塗料を用いて耐久性を高めたものも開発されている。

### ソリッドインクプリンター
「ソリッドインク」プリンターは、テクトロニクス社が開発した熱溶融型プリンターである。後にゼロックスがテクトロニクスのプリンター部門を買収し、ゼロックスのプリンターとなった。日本ではソニー・テクトロニクスがテクトロニクス社のソリッドインクプリンターを販売しており、米ゼロックスがテクトロニクスのプリンター部門を買収した後は富士ゼロックスによる販売となった。
ソリッドインク方式を採用したXerox Phaser 8400プリンターを例に挙げると、1立方インチ（約16立方センチメートル〈cm3〉)の四角い固形インクブロック（ロウソクやクレヨンなどに似た形をしている）を使用し、プリンタの上部にあるホッチキスのマガジンと同様のシステムにインクをセットする。インクブロックが溶かされると、圧電インクジェットヘッドを通じて回転するオイルコートプリントドラムにインクが転写される。続いて用紙がプリントドラムを通過し、その際に図像が用紙に転写される。このシステムは、インクの噴射温度が60度でインクの粘度が低いという点で、水性インク方式のインクジェットプリンターに似ている。
印刷の特性は前述の熱溶融型プリンターと同様であるが、ソリッドインクを使用したプリンターでは、リボンパネル全体を使用するのではなく印刷に必要なインクのみを使用するため、はるかに経済的である。しかも非常に高品質なプリントを生成できる。ただし、印刷を行うためにはソリッドインクの一部を60度まで加熱して溶融しておく必要があるため、待機電力がかかる。プリンターの電源を消してもう一度付けた場合、かなりの量のインクがウォームアップで捨てられて無駄になるので、印刷するたびにプリンターの電源を付けたり消したりすることが現実的ではなく、結果として常に電源を入れておくことになり、それほど頻繁に印刷しない場合は待機電力が馬鹿にならない。印刷代とインク代はカラーレーザープリンターとほぼ同じであるが、待機電力の使用量は非常に高く、約200ワットにまで達する恐れがある。そのため日本では2006年に販売不振のため販売中止となった。

### マイクロドライプリンター
マイクロドライプリンターは、アルプス電気が開発したプリンターである。これは、色ごとの熱溶融型リボンカートリッジを使用するワックス/レジン転写式のシステムであり、シアン、マゼンタ、イエロー、ブラックの各カートリッジを使用してプロセスカラーで印刷する。また同様に、ホワイト、メタリックシルバー、メタリックゴールドなどの特色カートリッジを使用することもできる。一部のマイクロドライプリンターでは、特殊なカートリッジと専用紙を使用して、昇華型熱溶融印刷が可能な機種もある。
使うインクの色が決まっている競合他社の家庭用インクジェットプリンタとは違い、マイクロドライプリンターはカートリッジを好きな色に変更することが可能で、特色カートリッジを利用すれば、家庭用プリンターでありながら白色や金色の特色印刷が可能と言う利点があり、模型に貼り付けるデカールやラベルを家で印刷することができるため、ホビーストにファンが多かった。一方で、インク代が高い、色ずれしがちなど家庭用としては欠点も大きかった。熱溶融型の特性上、インクのにじみが無く、1990年代当時は競合インクジェットプリンターと比較して、特に文字印刷が綺麗だったが、2000年代以降になると家庭用インクジェットプリンターの性能向上に敵わなくなり、写真印刷の汚さが目立った。2010年に販売不振のため販売中止となった。

## 主な用途
産業用の溶融型熱転写プリンターの利用は以下の通り。
- バーコードラベル（ダイレクトサーマルプリンターで感熱紙に印刷されたラベルはすぐに劣化しがちであるため）、および衣類へのラベル印刷（シャツのサイズなど）。
- プラスチック、紙、および金属製のラベルに印刷するためのラベルプリンター。

バーコードプリンタは通常、4インチ（100ミリメートル〈mm〉）幅、6インチ (150 mm) 幅、または8インチ (200 mm) 幅で幅の大きさが決まっている。過去にはたくさんのメーカーが異なったサイズのものを製造していたが、現在ではほとんどのメーカーが前記の大きさで標準化している。これらのプリンタの主な用途は、製造および出荷の際の識別用のバーコードラベルを作成することである。